# Ferdinando Bertoni
Ferdinando Gasparo Bertoni (Salò, 15 agosto 1725 – Desenzano del Garda, 1º dicembre 1813) è stato un compositore italiano.

## Biografia
Ricevette i suoi primi insegnamenti musicali nella sua città natale. Dal 1740 al 1745 fu a Bologna per studiare sotto l'insegnamento di Giovanni Battista Martini. Terminati gli studi si recò a Venezia dove prese il posto di organista della Chiesa di San Moisè. Contemporaneamente lavorò come insegnante di clavicembalo e canto presso varie famiglie veneziane in vista. Sempre nel 1745 rappresentò la sua prima opera, La vedova accorta, al Teatro San Cassiano. Nello stesso anno mise in scena altre suoi lavori a Firenze e a Milano. Nel 1747 fu la volta dell'uscita a Venezia del suo primo oratorio, Il figliuol Prodigo.
Il 27 agosto 1752 fu nominato primo organista della Basilica di San Marco. A questa posizione affiancò nel 1755 quelle di maestro del coro e insegnante di musica all'Ospedale dei Mendicanti: qui compose parecchi dei suoi oratori e svariati lavori sacri, tra cui il Salve Regina per voce, archi e basso continuo ed il Miserere, concertato a quattro voci che ebbe particolare consenso e diffusione. Negli anni seguenti ricevette nuovi incarichi di musicare opere e quindi compì numerosi viaggi verso Parma, Napoli, Torino e Padova.
Nel 1771 incontrò il giovane Wolfgang Amadeus Mozart e nel 1773 diventò direttore dell'Accademia Filarmonica di Bologna. 
Nel 1775 dirige la prima assoluta del suo oratorio David poenitens a Venezia alla presenza dell'imperatore Giuseppe II d'Asburgo-Lorena.
Nel 1778 ebbe l'occasione, grazie a un invito, di recarsi verso Londra, dove incontrò Johann Christian Bach. Debuttò a Londra con l'opera Demofoonte. Nel 1776 fu la volta dell'Orfeo, opera già messa in musica da Christoph Willibald Gluck su libretto di Ranieri de' Calzabigi. Nel 1784 tornò a Venezia, dove nel 1785, a seguito della morte di Baldassare Galuppi fu nominato maestro di cappella di San Marco, carica che tenne fino al 1808.
Nel 1788 avviene la prima di Orfeo allo Staatsoper Unter den Linden di Berlino.
Questo periodo fu caratterizzato da una copiosa produzione: nel 1789, in occasione dell'elezione dell'ultimo doge veneziano Ludovico Manin, Bertoni compose le cantate Il vaticinio del proteo e L'unione del senno.
Il 28 gennaio 1801 scrisse un Requiem per il funerale di Domenico Cimarosa.
Terminata la sua attività di maestro di cappella si stabilì definitivamente con la sua famiglia a Desenzano del Garda, dove morì pochi anni più tardi.
Ferdinando Bertoni fu notevolissimo didatta; fra i suoi allievi vi furono, oltre al nipote Ferdinando Gasparo Turrini detto ‘Bertoncino’, Giovanni Battista Grazioli, Andrea Luca Luchesi, Giovanni Battista Soncini, Giuseppe Antonio Capuzzi, Antonio Calegari, Johann Simon Mayr, Gaspare Pacchierotti, Giuseppe Viganoni, Vittorio Trento, Sebastiano Nasolini.
Egli compose circa 48 opere teatrali. Scrisse anche tre opere di musica strumentale ed un Miserere.

## Opere
Sono note 52 opere di Bertoni; l'anno e la città si riferiscono alla prima rappresentazione.
- La vedova accorta (libretto di Antonio Borghese, 1745, Venezia)
- Il Cajetto (libretto di Antonio Gori, 1746 Venezia)
- Orazio e Curiazio (libretto di Antonio Simeone Sografi, 1746, Venezia)
- Armida, dramma per musica in 3 atti (libretto di Bartolomeo Vitturi, 1746, Teatro Sant'Angelo di Venezia)
- Didone abbandonata (libretto di Pietro Metastasio, 1747, Palazzo Labia di Venezia)
- Ipermestra (libretto di Pietro Metastasio, 1748, Teatro San Samuele di Venezia)
- Le pescatrici (libretto di Carlo Goldoni, 1751, Teatro San Samuele di Venezia)
- L'Antigono (libretto Pietro Metastasio, 1752, Venezia)
- I bagni d'Abano (composto in collaborazione con Baldassare Galuppi, libretto di Carlo Goldoni, 1753, Teatro San Samuele di Venezia)
- Ginevra (libretto di Antonio Salvi, 1753, Venezia)
- La moda (libretto di Domenico Benedetti, 1754, Venezia)
- Sesostri (libretto di Apostolo Zeno/Pietro Pariati, 1754, Teatro Regio di Torino diretta da Giovanni Battista Somis)
- Antigona (libretto di Gaetano Roccaforte, 1756, Genova)
- Lucio Vero (libretto di Apostolo Zeno, 1757, Teatro Regio di Torino diretta da Somis)
- Il Vologeso (libretto di Apostolo Zeno, 1759, Padova)
- Le vicende amorose (libretto di Pastor Arcade Timido, 1760, Venezia)
- La bella Girometta (libretto di Pietro Chiari, 1761, Venezia)
- Ifigenia in Aulide (libretto di Vittorio Amedeo Cigna-Santi, 1762, Teatro Regio di Torino diretta da Somis con Caterina Gabrielli e Giuseppe Aprile)
- Cleonice regina in Siria, pasticcio in 3 atti con Johann Christian Bach, libretto di Metastasio (1763, His Majesty's Theatre di Londra)
- L'ingannatore ingannato (libretto di Pietro Chiari, 1764, Venezia)
- Il Bajazetto (libretto di Jacopo Antonio Sanvitale, 1765, Parma con Anton Raaff)
- L'Olimpiade (libretto di Pietro Metastasio, 1765, Venezia)
- Tancredi (libretto di Silvio Saverio Balbis, 1766, Teatro Regio di Torino)
- Ezio (libretto di Pietro Metastasio, 1767, Teatro San Benedetto di Venezia con Gaetano Guadagni)
- Semiramide riconosciuta (libretto di Pietro Metastasio, 1767, Teatro San Carlo di Napoli)
- Scipione nelle Spagne (libretto di Apostolo Zeno e revisione di Agostino Piovene, 1768, Teatro Regio Ducale di Milano)
- Il trionfo di Clelia (libretto di Pietro Metastasio, 1769, Teatro Verdi (Padova) con Guadagni)
- Alessandro nelle Indie (libretto di Pietro Metastasio, 1770, Teatro San Benedetto di Venezia)
- Decebalo (libretto di Antonio Papi, 1770, Treviso)
- Eurione (libretto di Antonio Papi, 1770, Udine)
- L'anello incantato (libretto di Giovanni Bertati, 1771, Venezia)
- Andromaca (libretto di Antonio Salvi, 1771, Teatro San Benedetto di Venezia con Antonia Bernasconi)
- L'orfane svizzere (libretto di Giovanni Bertati, 1773, Livorno)
- Narbale (libretto di Pietro Metastasio, 1774, Teatro San Moisè di Venezia con Venanzio Rauzzini)
- Artaserse (libretto di Pietro Metastasio, 1776, Forlì)
- Creonte (libretto di Gaetano Roccaforte, 1776, Modena)
- Orfeo ed Euridice (libretto di Ranieri de' Calzabigi, 1776, Venezia)
- Telemaco ed Eurice nell'isola di Calipso (libretto di Pastor Arcade Echillo Acanzio, 1776, Teatro San Benedetto di Venezia)
- Aristo e Temira cantata pastorale nella revisione di Johann Simon Mayr 1776, Venezia al Teatro San Benedetto con Giacomo David
- Medonte re d'Epiro (libretto di Giovanni De Gamerra, 1777, Teatro Regio di Torino con Gaspare Pacchierotti diretto da Gaetano Pugnani)
- Demofoonte (libretto di Pietro Metastasio, 1778, His Majesty's Theatre di Londra)
- Quinto Fabio (libretto di Apostolo Zeno, 1778, Milano con Pacchierotti)
- La governante (libretto di Carlo Francesco Badini, 1779, Her Majesty's Theatre di Londra)
- Il soldano generoso (1779, Londra)
- Il duca di Atene (libreto di Carlo Francesco Badini, 1780, Her Majesty's Theatre di Londra)
- Armida abbandonata (libretto di Bartolomeo Vitturi, 1780, Teatro San Benedetto di Venezia con Pacchierotti)
- Cajo Mario (libretto di Gaetano Roccaforte, 1781, Venezia) al Teatro San Benedetto con Giacomo David
- Il convito (libretto di Antonio Andrei, 1782, Her Majesty's Theatre di Londra)
- Giunio Bruto (1782, Londra)
- Cimene (1783, Her Majesty's Theatre di Londra)
- Eumene (libretto di Apostolo Zeno, 1784, Teatro San Benedetto di Venezia con Girolamo Crescentini)
- Nitteti (libretto di Pietro Metastasio, 1789, Teatro San Samuele di Venezia)
- Angelica e Medoro (libretto di Gaetano Sertor, 1791, Venezia)
- Adria consolata, festa teatrale in 4 scene, libretto di Melchiorre Cesarotti al Teatro La Fenice di Venezia con Matteo Babini nel 1803